# Flexió esbiaixada
La flexió esbiaixada és un tipus de sol·licitació d'una biga o un prisma mecànic sotmès a un moments flectors amb una component diferent de zero sobre les dues direccions principals de tal manera que la direcció de la fibra neutra no coincideix amb cap pla principal d'inèrcia. També es diu que una secció es troba en un estat de flexió esbiaixada quan no es coneix a priori la direcció de la fibra neutra.